# 假帽莓
假帽莓（学名：Rubus pseudopileatus）是蔷薇科悬钩子属的植物，为中国的特有植物。分布在中国大陆的四川等地，生长于海拔2,300米至3,200米的地区，见于山地林中或林缘，目前尚未由人工引种栽培。

## 异名
- Rubus pseudopileatus Card. var. glabratus Yu et L. R. Lu
- Rubus pseudopileatus Card. var. kangdingensis Yu et L. T. Lu